# Campionati del mondo di atletica leggera paralimpica
I campionati del mondo di atletica leggera paralimpica (nome ufficiale in inglese World Para Athletics Championships) sono una competizione sportiva internazionale a cadenza biennale organizzata dal Comitato Paralimpico Internazionale, in cui si assegnano i titoli mondiali delle diverse specialità dell'atletica leggera paralimpica maschile e femminile.
La prima edizione si tenne nel 1994 a Berlino, in Germania. Fino al 2006 l'evento si disputò ogni quattro anni (come i Giochi olimpici); l'edizione successiva si tenne dopo 5 anni, nel 2011. Da quell'anno i campionati avranno cadenza biennale.

## Edizioni
| Edizione | Anno | Città                                                  | Nazione                                                | Data                                                   | Sede                                                   | Atleti partecipanti                                    | Nazioni partecipanti                                   |
| -------- | ---- | ------------------------------------------------------ | ------------------------------------------------------ | ------------------------------------------------------ | ------------------------------------------------------ | ------------------------------------------------------ | ------------------------------------------------------ |
| 1        | 1994 | Berlino                                                | Germania                                               | 22-31 luglio                                           | Olympiastadion                                         | 1 154                                                  |                                                        |
| 2        | 1998 | Birmingham                                             | Regno Unito                                            | agosto                                                 | Alexander Stadium                                      |                                                        |                                                        |
| 3        | 2002 | Lilla                                                  | Francia                                                | 20-28 luglio                                           | Stadium Lille Métropole                                |                                                        |                                                        |
| 4        | 2006 | Assen                                                  | Paesi Bassi                                            | 2-10 settembre                                         | De Bonte Wever                                         | ~1 200                                                 |                                                        |
| 5        | 2011 | Christchurch                                           | Nuova Zelanda                                          | 21-30 gennaio                                          | Queen Elizabeth II Park                                | 1 006                                                  | 78                                                     |
| 6        | 2013 | Lione                                                  | Francia                                                | 19-28 luglio                                           | Stade du Rhône                                         | 1 073                                                  | 118                                                    |
| 7        | 2015 | Doha                                                   | Qatar                                                  | 22-31 ottobre                                          | Qatar SC Stadium                                       | 1 230                                                  |                                                        |
| 8        | 2017 | Londra                                                 | Regno Unito                                            | 13-23 luglio                                           | Olympic Stadium                                        |                                                        |                                                        |
| 9        | 2019 | Dubai                                                  | Emirati Arabi Uniti                                    | 7-15 novembre                                          | Dubai Club for People of Determination                 |                                                        |                                                        |
| –        | 2021 | Edizione cancellata a causa della pandemia di COVID-19 | Edizione cancellata a causa della pandemia di COVID-19 | Edizione cancellata a causa della pandemia di COVID-19 | Edizione cancellata a causa della pandemia di COVID-19 | Edizione cancellata a causa della pandemia di COVID-19 | Edizione cancellata a causa della pandemia di COVID-19 |
| 10       | 2023 | Parigi                                                 | Francia                                                | 8-17 luglio                                            | Stadio Charléty                                        |                                                        |                                                        |
| 11       | 2024 | Kōbe                                                   | Giappone                                               | 17-25 maggio                                           | Kobe Universiade Memorial Stadium                      |                                                        |                                                        |